# مؤيد السالم
مؤيد السالم أستاذ عراقي في الإدارة والاقتصاد. ولد في مدينة الموصل وحصل على شهادة في إدارة الأعمال من جامعة بغداد ثم الدكتوراه من جامعة كلاسكو المملكة المتحدة في العام 1984. له مؤلفات عديدة في إدارة الموارد البشرية والإدارة الإستراتيجية ونظرية المنظمة والقوة التنظيمية. عمل في جامعة بغداد وجامعة اليرموك الأردنية وجامعة قطر وجامعة الزيتونة الأردنية وجامعة العين للعلوم والتكنولوجيا - الإمارات العربية المتحدة. نشر مؤخرا كتاب بعنوان إدارة المعرفة التنظيمية الذي نشر من قبل دار الكتاب الجامعي - الإمارات العربية المتحدة.